# فرانکی سندفورد
فرانکی ساندفورد (به انگلیسی: Frankie Sandford) (زاده ۱۴ ژانویه ۱۹۸۹) خوانندهٔ انگلیسی است.
او عضو گروه د ستردیز است.